# Краснодон (посёлок)
Краснодо́н (укр. Краснодон) / Тёплое (укр. Тепле) — посёлок (с 1938 г.) в Луганской области Украины. С 2014 года находится под контролем самопровозглашённой Луганской Народной Республики. Административно подчинён Краснодонскому (Сорокинскому) городскому совету, является центром одноимённого поселкового совета.

## Географическое положение
Соседние населённые пункты: посёлок Верхняя Краснянка на юго-западе, сёла Красный Яр и Глубокое на западе, Красное и посёлок Семейкино на северо-западе, сёла Радянское, Самсоновка, посёлок Новосемейкино, город Молодогвардейск на северо-востоке, Широкое и Энгельсово (примыкают) на востоке, Горное и Новоалександровка на юго-востоке, Светличное и Большой Лог на юге.

## История
Основан в 1910 г. как посёлок Екатеринодон при открывшемся руднике «Екатеринодон», от которого получил название. Название образовано сочетанием названий Екатеринославской губернии и Области Войска Донского, на границе которых возник посёлок.

### 1917—1991
29 марта 1917 года был создан Совет рабочих депутатов Екатеринодона. Председателем Совета стал горный инженер Юрилин Григорий Михайлович (большевик). Он же 11 апреля возглавил Районный совет (из 3 подрайонов). Зам. председателя был избран Гребенюков, секретарем — Фатеев, члены исполнительного бюро Совета — большевик А. О. Сарута и беспартийный инженер шахты № 1 Зайцев. Советская власть установлена в ноябре 1917 г. В посёлке организован красногвардейский отряд под командованием Б. К. Старовойтова, сражавшийся против калединцев и кайзеровских войск.
В январе 1919 г. население поддержало восстание жителей с. Новоалександровка против белоказаков.
В 1921 г. организован отряд частей особого назначения (ЧОН) для борьбы с бандами.
С 1922 года называется Краснодон.
На фронтах Великой Отечественной войны сражались 640 жителей, 260 погибли, 466 награждены орденами и медалями. В октябре 1942 г. в оккупированном посёлке создана подпольная группа из 14 чел. во главе с Н. С. Сумским, входившая в «Молодую гвардию». Все члены подполья — 80 человек, кроме М. Т. Шищенко, которому удалось скрыться, были арестованы фашистами и 15 января 1943 г. после жесточайших пыток живыми сброшены в шурф шахты № 5 в г. Краснодоне. Все посмертно награждены орденами и медалями и похоронены в посёлке в братской могиле вместе с воинами-освободителями. В 1956 г. на могиле установлен памятник «Родина-мать». В двух других могилах с обелисками похоронены бойцы ЧОНа.
В 1973 году основой экономики являлись добыча угля и завод автозапчастей «Автоагрегат» (выпускавший запасные части к автомобилям и с.-х. машинам), основанный в 1946 году.
В 1980 году численность населения составляла 6,8 тыс. человек, здесь действовали завод автозапчастей, хлебозавод, комбинат бытовых услуг, две общеобразовательные школы, больница, поликлиника, два клуба и три библиотеки.
В январе 1989 года численность населения составляла 7272 человека.

### После 1991
По состоянию на 1 января 2013 года численность населения составляла 5364 человека.
12 мая 2016 года Верховная Рада Украины переименовала посёлок Краснодон в Тёплое в рамках кампании по декоммунизации на Украине. Решение не признано властями ЛНР.

## Транспорт
Находится в 3 км от железнодорожной станции Семейкино на линии Родаково — Изварино. Пассажирское движение с 2014 года по настоящее время отсутствует.

## Образование и объекты социальной инфраструктуры
Общеобразовательная школа І—ІІІ ступеней № 22, в которой училось 17 молодогвардейцев, девятилетняя общеобразовательная школа-интернат №1 І—ІІ ступеней.
В посёлке есть одна библиотека (более 30000 томов), пять магазинов, отделение почтовой связи, сберкасса.
Также территории посёлка расположен благоустроенный парк отдыха, где находится гостиничный комплекс «50х50» (в состав которого входят ресторан, кафе и смотровая площадка на берегу водоёма).

## Храмы
- Храм в честь Почаевской иконы Божией Матери (временный, в настоящее время не используется). Храм располагался в бывшем здании советского клуба, в настоящее время здание снесено.
- Храм в честь равноапостольного великого князя Владимира (УПЦ МП)

## Мемориалы
30 мая 2008 был открыт мемориал «Бессмертие».

## Галерея

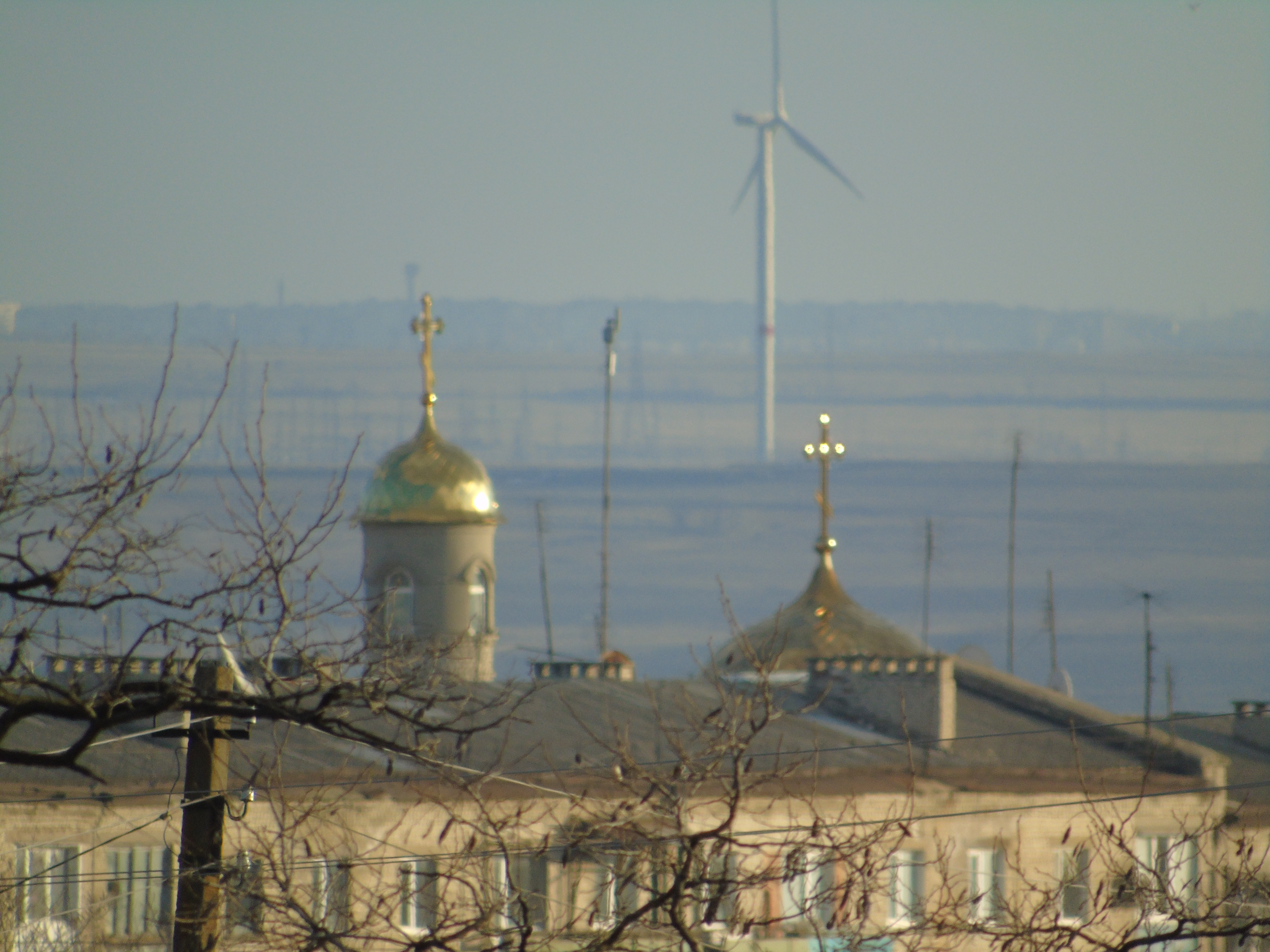
Храм